# 豊中市
豊中市（とよなかし）は、大阪府北部の豊能地域にある市。中核市に指定されている。
人口は約40万人であり、大阪市、堺市、東大阪市に次いで府内第4位の人口を擁する。1936年（昭和11年）市制施行。

## 概要
明治以前は能勢街道の中間地点として栄えた。明治以降は箕面有馬電気軌道（現：阪急電鉄宝塚本線）の沿線開発とともに住民が増えた。さらに、大阪市都心から15km圏内という利点を活かし、北東部の新千里丘陵を中心に大阪都市圏の衛星都市・ベッドタウンとして、1960年代から千里ニュータウンの開発が急速に進んだ。そのため、豊中市は下水道などの都市基盤設備（インフラストラクチャー）の整備率は高い。
交通面では、阪急電鉄、北大阪急行電鉄と阪急バスによる公共交通網、中国自動車道、名神高速道路、阪神高速池田線、新御堂筋をはじめとする幹線道路網、それに市北西部の大阪国際空港の存在など、至便の地である。交通については後述。
豊中市は、概ね、阪急宝塚線の旧豊中エリア、地下鉄御堂筋線の延長である北大阪急行電鉄の千里地区（千里中央駅周辺）に分けられる。
北部（待兼山・東豊中・緑丘・上野坂等）・中部（曽根・桜塚・長興寺等) は高級住宅街の１つとしてあり、南部は商工業地域が多い。北東部の一角を日本初のニュータウン「千里ニュータウン」が占める。
2001年4月1日、豊中市は「地方分権一括法」によって「特例市」に指定され、2012年4月1日に「中核市」に移行した。

## 地理
地形的には北部が高く（千里丘陵に面している）、南部に行くに従って低地（大阪平野に面している）になっている。古期洪積層で、大阪層群と呼ばれる主に海成の砂礫と粘土の互層からできている。その西縁部に分布する標高50 - 20mにゆるく傾斜した新期洪積層の段丘が豊中台地と呼ばれ、市街地の中心になっている。東は吹田市、西は尼崎市、伊丹市、北は池田市、箕面市に面している。
大阪国際空港周辺の緩衝緑地帯などを除き、ほぼ市街化しており（都市計画では全域が市街化区域）、大阪府営の服部緑地が、貴重な緑を提供している。市南部では高川、天竺川など天井川が多い。
- 山: 待兼山、刀根山、島熊山
- 河川: 猪名川、神崎川、千里川、高川、天竺川、兎川
（参考） 豊中市ハザードマップ

また、下水道普及率は2018年度現在、99.9%で全国トップレベルである。
| 豊中市（大阪国際空港）の気候                            | 豊中市（大阪国際空港）の気候 | 豊中市（大阪国際空港）の気候 | 豊中市（大阪国際空港）の気候 | 豊中市（大阪国際空港）の気候 | 豊中市（大阪国際空港）の気候 | 豊中市（大阪国際空港）の気候 | 豊中市（大阪国際空港）の気候 | 豊中市（大阪国際空港）の気候 | 豊中市（大阪国際空港）の気候 | 豊中市（大阪国際空港）の気候 | 豊中市（大阪国際空港）の気候 | 豊中市（大阪国際空港）の気候 | 豊中市（大阪国際空港）の気候 |
| 月                                                      | 1月                          | 2月                          | 3月                          | 4月                          | 5月                          | 6月                          | 7月                          | 8月                          | 9月                          | 10月                         | 11月                         | 12月                         | 年                           |
| ------------------------------------------------------- | ---------------------------- | ---------------------------- | ---------------------------- | ---------------------------- | ---------------------------- | ---------------------------- | ---------------------------- | ---------------------------- | ---------------------------- | ---------------------------- | ---------------------------- | ---------------------------- | ---------------------------- |
| 最高気温記録 °C （°F）                                  | 18.8 (65.8)                  | 22.2 (72)                    | 25.6 (78.1)                  | 30.8 (87.4)                  | 33.2 (91.8)                  | 37.9 (100.2)                 | 39.5 (103.1)                 | 39.9 (103.8)                 | 37.3 (99.1)                  | 33.9 (93)                    | 27.5 (81.5)                  | 23.7 (74.7)                  | 39.9 (103.8)                 |
| 平均最高気温 °C （°F）                                  | 9.6 (49.3)                   | 10.4 (50.7)                  | 14.1 (57.4)                  | 19.9 (67.8)                  | 25.0 (77)                    | 28.1 (82.6)                  | 31.8 (89.2)                  | 33.8 (92.8)                  | 29.6 (85.3)                  | 23.8 (74.8)                  | 17.8 (64)                    | 12.1 (53.8)                  | 21.3 (70.3)                  |
| 日平均気温 °C （°F）                                    | 5.1 (41.2)                   | 5.7 (42.3)                   | 9.1 (48.4)                   | 14.5 (58.1)                  | 19.5 (67.1)                  | 23.3 (73.9)                  | 27.4 (81.3)                  | 28.7 (83.7)                  | 24.7 (76.5)                  | 18.7 (65.7)                  | 12.7 (54.9)                  | 7.4 (45.3)                   | 16.4 (61.5)                  |
| 平均最低気温 °C （°F）                                  | 0.7 (33.3)                   | 1.0 (33.8)                   | 4.0 (39.2)                   | 9.1 (48.4)                   | 14.3 (57.7)                  | 19.3 (66.7)                  | 23.8 (74.8)                  | 24.8 (76.6)                  | 20.7 (69.3)                  | 14.2 (57.6)                  | 7.8 (46)                     | 2.8 (37)                     | 11.9 (53.4)                  |
| 最低気温記録 °C （°F）                                  | −5.8 (21.6)                  | −6.3 (20.7)                  | −3.7 (25.3)                  | −0.4 (31.3)                  | 4.6 (40.3)                   | 9.9 (49.8)                   | 15.7 (60.3)                  | 17.3 (63.1)                  | 10.8 (51.4)                  | 3.9 (39)                     | 0.0 (32)                     | −4.5 (23.9)                  | −6.3 (20.7)                  |
| 降水量 mm （inch）                                      | 44.4 (1.748)                 | 59.3 (2.335)                 | 97.1 (3.823)                 | 98.2 (3.866)                 | 137.4 (5.409)                | 180.1 (7.091)                | 182.6 (7.189)                | 122.8 (4.835)                | 159.2 (6.268)                | 127.1 (5.004)                | 68.5 (2.697)                 | 49.6 (1.953)                 | 1,326.3 (52.217)             |
| 平均降水日数 （≥1.0mm）                                 | 5.4                          | 6.2                          | 9.2                          | 8.8                          | 9.7                          | 11.1                         | 10.6                         | 7.2                          | 9.9                          | 8.5                          | 5.8                          | 6.0                          | 98.4                         |
| 出典：気象庁 (極値：1977年-現在、平均値：1991年-2020年) |                              |                              |                              |                              |                              |                              |                              |                              |                              |                              |                              |                              |                              |

## 歴史

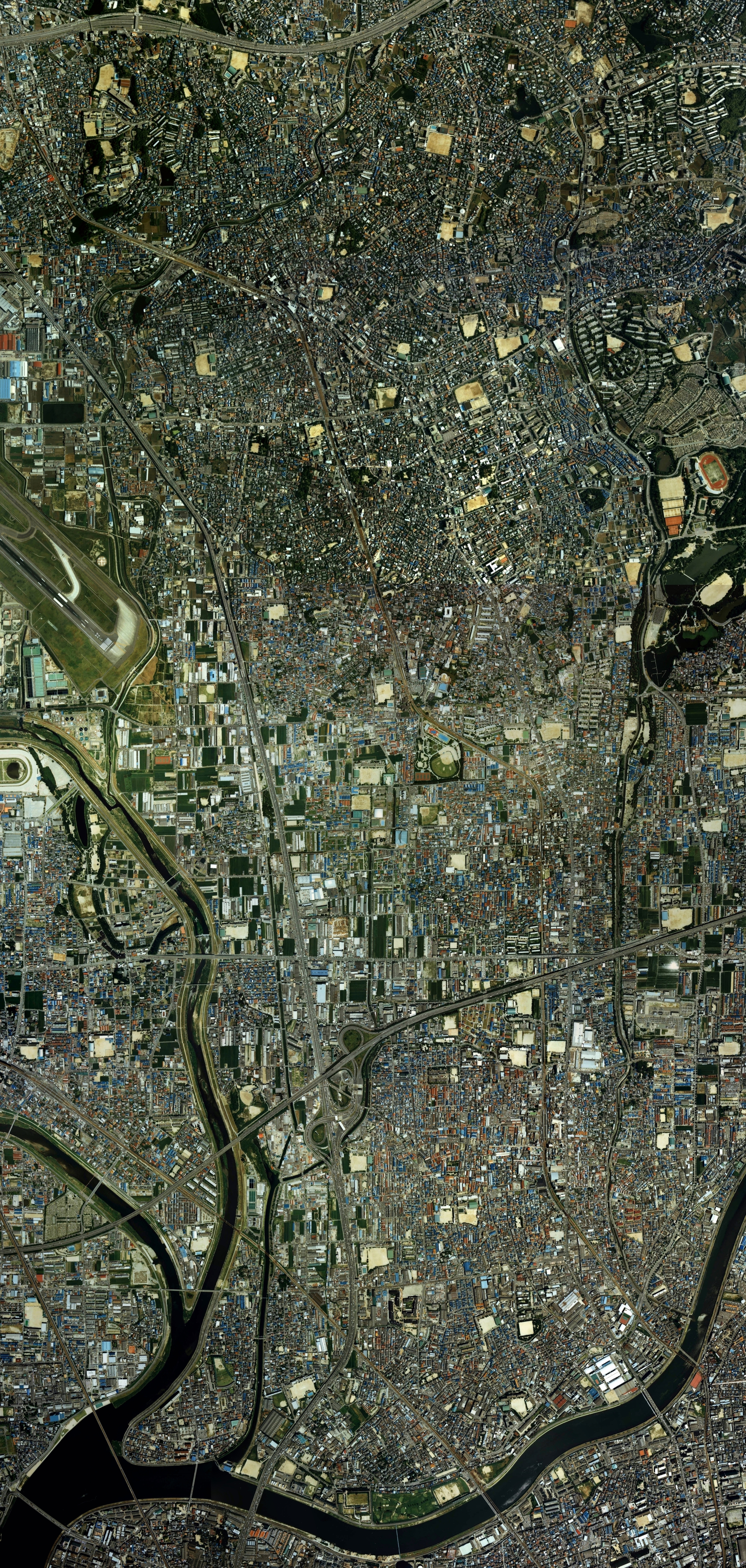
豊中市中心部周辺の空中写真。1985年撮影の12枚を合成作成。。

### 市町村名の由来
豊島（てしま）の名が文献にみられるようになったのは和銅5年（712年）太安万侶が撰上した『古事記』中巻からで、その後、神護景雲3年（769年）称徳天皇が豊島の人15人に姓（カバネ）を賜わった記録が『続日本紀』にみられる。
1889年（明治22年）の町村制施行により豊島郡豊中村が発足。「豊中」の地名が生まれたのはこのときで、豊島郡の中央にあることから名付けたと伝えられている。これらの「豊」の字は旧字体では「豐」であり、「豐中」と表記した（器を意味する古字の「豊」ではない）。

### 年表[8]

#### 近世まで
- 684年（白鳳12年） - 天武天皇が桜塚の祇園神祠（現在の原田神社）で勅祭を執り行い、神宝・神鏡ならびに獅子頭を奉納する。桜塚の地は皇族や後の武家に重用されることとなる。桜塚には古墳群が数多存在し、古代より豪族との関係も深い。
- 712年（和銅5年） - 太安万侶が撰上した『古事記』中巻に「日子八井命（ひこやいのみこと）は茨田連（まむたのむらじ）・手島連（てしまのむらじ）の祖である」と手島連（豊島郡の氏族）の名称が出てくる。
- 769年（神護景雲3年） 5月 - 称徳天皇が豊島の人15人に姓（カバネ）を授けた（『続日本紀』）。
- 815年（弘仁6年） - 万多親王らが撰進した『新撰姓氏録』には、当地方の氏族として椋橋部連・天神・服部連・豊島連などの名が記されている。
- 荘園時代には、椋橋荘、原田荘、服部荘などができる。
- 院政期には豊島郡の多くは藤原氏の私領になり、藤原氏の氏神春日神社とも密接に結ばれた。
- 1183年（寿永2年） - 治承・寿永の乱のとき、藤氏長者の近衛基通から春日神社へ寄進され、豊島郡は垂水西牧と呼ばれ、荘園の崩壊後も永く続いた。
- 1221年（承久3年） 5月 - 長江荘と椋橋荘の地頭が白拍子亀菊の領地を横領し、これがきっかけとなって後鳥羽上皇と鎌倉幕府の間に溝ができ、承久の乱が起こった（『吾妻鏡』・『承久記』（『承久軍物語』））。
- 1336年（建武3年）2月 - 豊島河原（瀬川宿（現：箕面市）周辺とされる）において後醍醐天皇方の新田義貞ら と足利尊氏方が戦う（豊島河原合戦、『太平記』・『梅松論』）。
- 1461年（寛正2年）6月 - 久米井用水をめぐって、原田郷と川辺郡田能村との間に相論が行われ、原田郷の勝訴となった。
- 1467年 - 1477年 - 応仁の乱には、豊中市域も戦乱のちまたになった。椋橋城などはその代表的なもので、東西両軍が秘術をつくした記録が数多く見られる。
- 戦国時代には刀根山城・勝部城・原田城・西市場城・今在家城・穂積堡など、国人領主や土豪が相次いで居城を築いたが徐々に姿を消す。
- 1573年（天正元年） - 織田信長からその才を認められて荒木村重が摂津一国を与えられる。
- 1578年（天正6年）11月 - 荒木村重が織田信長に謀叛をおこす（有岡城の戦い）。信長は刀根山城に拠る。
- 1579年（天正7年）6月 - 信長に攻められ、伊丹城落城。村重は転々と居城を逃げ回る。
- 1626年（寛永3年） - 上新田・下新田の開発が行われる。
- 江戸時代には外様大名の青木氏（1万石）が麻田陣屋を築き、市内の一部を統治した（麻田藩）。このほか、浜には飯野藩の陣屋（浜村陣屋）、桜井谷には岡部藩の陣屋、上新田は淀藩領、そのほかに一橋徳川家領、代官支配地、公家領、旗本領、天領などが入り組んだ。これは江戸幕府が「入組支配」を行い、統一のないものにするための政策で、このため明治維新後も府県、郡村の離合集散が重ねられた。
- 1701年（元禄14年）7月 - 岡町の4料理屋が多くの遊女をおいたので、年寄が差し止めた。
- 1830年（文政13年）8月 - 阿波から始まった御蔭踊りの狂乱が、河内、大和、の村から村へと伝わった。
- 1867年（慶応3年）12月 - 豊中の各地に社寺のお礼が降った（御札降り）。

#### 明治以降
- 1889年（明治22年）- 町村制施行により豊島郡豊中村が発足。「豊中」という呼称の始まりとされる。
- 1910年（明治43年）2月 - 箕面有馬電気軌道（現：阪急電鉄宝塚線）の開通。これを機に大阪の衛星都市として急激に発展する。
- 1912年（大正元年） - 庄内村の庄本、三屋を除く各大字にあった神社を一か所に集めて庄内神社が建立される。
- 1913年（大正2年）5月1日 - 豊中グラウンド（豊中球場）が開設される。
- 1915年（大正4年）8月18日 - 第1回全国中等学校優勝野球大会（現：全国高等学校野球選手権大会）が豊中グラウンド（豊中球場）で行われる。
- 1919年（大正8年）10月 - 待兼山に府立大阪医科大学（現：大阪大学医学部）本科が設置される（校地は1926年に旧制浪速高等学校、現在の大阪大学豊中キャンパス）。
- 1922年（大正11年）4月 - 大阪府立豊中中学校（現：豊中高等学校）が新設。
- 1927年（昭和2年） - 府立豊中中学校から豊中駅までの市域最初のバスが運行開始。
- 1929年（昭和4年） - 十三 - 池田間に阪神合同バス（現：阪急バス）が運転を開始する。
- 1930年（昭和5年）4月 - 岡町に豊中郵便局が開局する。
- 1933年（昭和8年）10月 - 豊中町に都市計画法が適用される。
- 1934年（昭和9年）9月21日 - 室戸台風により暴風雨。庄内小学校、熊野田小学校の木造校舎が強風で倒壊、多数の児童が下敷きとなる[9]。
- 1935年（昭和10年）8月10日 - 集中豪雨により町内で床上浸水約500戸[10]。
- 1938年（昭和13年）
  - 8月 - 市役所旧庁舎落成。
  - 9月 - 市広報創刊。
- 1939年（昭和14年）3月 - 市章制定。
- 1942年（昭和17年）2月1日 - 味噌と醤油、衣料品の配給制度が始まる[11]。
- 1944年（昭和19年）4月 - 大字南轟木（現・末広町3丁目）に豊中市民病院（現：市立豊中病院）開設[12]。
- 1945年（昭和20年）6月7日 - 以後、終戦まで6回にわたり米軍による空襲を受ける。罹災面積96ha、罹災人口12,951人、死者575名、重軽傷者898人、罹災家屋3,540戸を数え、大阪府下では大阪市・堺市に次ぐ戦災都市となった。

#### 戦後
- 1946年（昭和21年）10月 - 市制施行10周年を記念して、豊中市歌を公募。
- 1947年（昭和22年）2月 - 自治体警察として豊中市警察が発足。
- 1947年（昭和22年）4月 教育制度の改革により第一、第二、第三中学校を開設。
- 1948年（昭和23年）2月 - 豊中市消防本部および豊中市消防署が設置される。
- 1949年（昭和24年）4月 - 市議会事務局設置。
- 1951年（昭和26年）12月 - 広報「とよなか」創刊。
- 1954年（昭和29年）7月 - 警察法全部改正により国家地方警察と自治体警察（豊中市警察）が廃止され、7月1日大阪市を除く府下24の市町村警察と大阪府国家地方警察を一体化した大阪府警察が設けられた。豊中市民病院が岡上の町に移転、同時に市立豊中病院に改称。
- 1955年（昭和30年）
  - 1月 - 豊能郡庄内町を豊中市に編入する。
  - 8月 - 井上次郎が豊中市に飯田（後の株式会社シロ）を設立（1969年、ほか2社と共同出資で共同仕入会社としてジャスコ株式会社を設立、現在のイオン株式会社）。
- 1958年（昭和33年）
  - 3月 - 米軍伊丹基地が返還され、大阪空港（現：大阪国際空港）開港。
  - 5月 - 千里ニュータウン開発を決定。
  - 9月26日 - 関西最初のスーパーマーケット「山二ストアー」が庄内（旧三屋）に開設される。売り場面積は450m2。
- 1959年（昭和34年）7月 - 大阪国際空港が第一種空港の指定を受ける。
- 1961年（昭和36年）
  - 1月 - 住民登録人口20万人。
  - 7月 - 千里ニュータウン起工式。
- 1962年（昭和37年）5月2日 - 市役所庁舎（現第一庁舎）完成（落成式）。
- 1963年（昭和38年）
7月16日 - 日本初の高速自動車国道として、名神高速道路の栗東 - 尼崎間が開通。豊中インターチェンジも同時に供用開始。
  - 10月 - サンマテオ市と姉妹都市提携の調印式が行われる。
- 1964年（昭和39年）
  - 1月 - 住民登録人口25万人。
  - 6月19日 - 豊中警察署の庁舎が完成。
- 1966年（昭和41年）
  - 2月 - 住民登録人口30万人。
  - 3月27日 - 藤戸翼市長が在職中に死亡、4月6日市葬が行われる。
  - 4月 - 千里ニュータウン構想に基づき新千里北町が完成。
  - 4月 - 昭和天皇、香淳皇后が千里ニュータウン、豊中市展望所を行幸啓[13]。
  - 10月 - 市制施行30周年、キンモクセイ、バラが豊中市の木と花に決まる。
- 1967年（昭和42年）
  - 7月9日 - 集中豪雨（北摂豪雨）、千里川、天竺川が決壊。
  - 8月29日 - 阪神高速（現：11号池田線）福島 - 豊中北間が開通（同年10月に中之島 - 福島間、1969年2月に豊中北 - 大阪空港間、1970年3月に大阪空港 - 池田間が開通）。
- 1968年（昭和43年）11月27日 - 豊中駅前街区ビル竣工。
- 1969年（昭和44年）5月 - 猪名川ショートカット完工。
- 1970年（昭和45年）
  - 2月5日 - 大阪国際空港ターミナルビルがオープン。
  - 3月1日 - 中国自動車道の吹田 - 中国豊中間が開通（同年7月に中国豊中 - 宝塚間が開通）。
  - 3月11日 - 千里中央地区センター（千里サンタウン）竣工。
  - 3月15日 - 日本万国博覧会開催（- 9月）。北大阪急行開通。
  - 9月 - 千里川ショートカット完工。
- 1971年（昭和46年）12月4日 - 柴原浄水場で塩素ガス漏洩事故が発生。
- 1973年（昭和48年）
  - 4月1日 - 豊中市の電話市外局番を「06」に統一（同年3月31日までは庄内地区を除き「068」、1964年以前は池田市と同じ「0727」であった）。
  - 11月1日 - オイルショックをきっかけとする千里ニュータウンのトイレットペーパー騒動が全国に広がる。
- 1974年（昭和49年）11月3日 - 沖縄県沖縄市と兄弟都市宣言。
- 1975年（昭和50年）6月14日 - ローソン1号店の「桜塚店」が南桜塚にオープンする。
- 1977年（昭和52年）4月 - 人口40万人を超える。
- 1990年（平成2年）6月 - 大阪モノレールが千里中央 - 南茨木間で営業開始（1994年9月に柴原 - 千里中央間、1997年4月に大阪空港 - 柴原間が開業）。
- 1992年（平成4年）11月 - 豊中市役所第二庁舎が完成。
- 1995年（平成7年）1月17日 - 阪神・淡路大震災で南部を中心に甚大な被害を受け、9名死亡。大阪府内では最も被害を受けた。
- 1997年（平成9年）11月 - 市立豊中病院が柴原町に移転。
- 2001年（平成13年）4月 - 豊中市が特例市に移行。
- 2010年（平成22年）12月 - コミュニティバス「エコラボbus」が運行開始。
- 2012年（平成24年）4月1日 - 豊中市が中核市に移行。

### 行政区画の変遷
- 1889年（明治22年）4月1日 - 町村制の施行により、豊島郡新免村、南轟木村、桜塚村、山ノ上村、岡町村が合併して豊島郡豊中村が発足。大字新免に村役場を設置。
- 1896年（明治29年）4月1日 - 郡の統廃合により、豊能郡豊中村となる。
- 1927年（昭和2年）4月1日 - 町制を施行して、豊能郡豊中町となる。
- 1936年（昭和11年）10月15日 - 豊能郡豊中町・麻田村・桜井谷村・熊野田村が合併し、大阪府下で4番目に市制を施行（大阪府建制番号4）。豊中市となる。大字桜塚（現在地）に市役所を設置。人口38,770人、世帯数7,977世帯。行政区域面積18.18km2。
- 1939年（昭和14年）9月 - 豊能郡庄内村が町制施行し豊能郡庄内町となる。
- 1947年（昭和22年）3月15日 - 豊能郡中豊島村・南豊島村・小曽根村を編入。人口76,314人、世帯数18,020世帯。行政区域面積28.14km2。
- 1953年（昭和28年）7月1日 - 三島郡新田村大字上新田を編入。人口100,631人、世帯数22,484世帯。行政区域面積32.36km2。
- 1955年（昭和30年）1月1日 - 豊能郡庄内町を編入。人口127,678人、世帯数29,251世帯。行政区域面積36.60km2。大阪市淀川区との境界未定地域を除く面積36.39km2。

### 戦争被害
現在の豊中市域では1945年6月7日以降、6月15日、6月26日、7月9日、7月22日、7月30日まで、米軍による6回の空襲を受けた。被害が最も大きかったのは6月7日の空襲（第3回大阪大空襲）で、現在の市北部の住宅地域が大きな被害を受けたほか、軍需用に転用されていた当時の庄内町（現在の市南部）の工場地帯が爆撃を受け、学徒動員されていた府立豊中中学校（現：豊中高等学校）や府立豊中高等女学校（現：桜塚高等学校）の生徒の多くも死傷した。計6回の空襲による被害は罹災面積96ha、罹災人口12,951人、死者575名、重軽傷者898人、罹災家屋3,540戸に及んだ。

## 行政
- 市長：長内繁樹（2018年5月15日就任、2期目）[15]

### 歴代市長
| 代    | 氏名       | ふりがな            | 就任日         | 退任日         |
| ----- | ---------- | ------------------- | -------------- | -------------- |
| 1-2   | 奥村泰助   | おくむら やすすけ   | 1937年3月16日  | 1940年9月28日  |
| 3-4   | 中川種治郎 | なかがわ たねじろう | 1940年10月19日 | 1945年12月28日 |
| 5     | 田中嘉治   | たなか よしはる     | 1946年6月14日  | 1946年11月13日 |
| 6     | 藤井廣太郎 | ふじい こうたろう   | 1947年4月6日   | 1951年4月4日   |
| 7     | 塚本重蔵   | つかもと じゅうぞう | 1951年4月25日  | 1955年4月14日  |
| 8-10  | 藤戸翼     | ふじと たすく       | 1955年5月2日   | 1966年3月27日  |
| 11-12 | 竹内義治   | たけうち よしはる   | 1966年5月15日  | 1974年5月14日  |
| 13-16 | 下村輝雄   | しもむら てるお     | 1974年5月15日  | 1990年5月14日  |
| 17-18 | 林實       | はやし みのる       | 1990年5月15日  | 1998年5月14日  |
| 19-20 | 一色貞輝   | いっしき さだてる   | 1998年5月15日  | 2006年5月14日  |
| 21-23 | 淺利敬一郎 | あさり けいいちろう | 2006年5月15日  | 2018年5月14日  |
| 24    | 長内繁樹   | おさない しげき     | 2018年5月15日  | 現職           |

### 市章
一般公募1707点の中から選ばれ、昭和14年（1939年）3月30日に制定された。図案化した豊中（トヨナカ）の頭文字「ト」を4個組みあわせて「トヨ（豊）」ともじり、全体の形を「中」と見たてて、「豊中（トヨ中）」とした。4つの突起は、豊中市が四方八方に発展することを象徴している。

### 行政機構（平成31年4月1日現在）
- 豊中市の機構図
- 市長
  - 副市長
    - （危機管理監）
    - （人権文化政策監）
    - 総務部
    - 都市経営部
    - 都市活力部
    - 環境部
    - 財務部
    - 市民協働部
    - 福祉部
    - 福祉医療部
    - こども未来部
    - 都市計画推進部
    - 都市基盤部
    - （会計管理者）会計課
    - 市立豊中病院
    - 上下水道局
    - 消防局
- 教育委員会
- 選挙管理委員会
- 公平委員会
- 監査委員
- 農業委員会
- 固定資産評価審査委員会
- 市議会

### 出張所
- 庄内出張所
- 新千里出張所

## 議会

### 大阪府議会
- 選挙区：豊中市選挙区
- 定数：4人
- 任期：2023年4月30日 - 2027年4月29日
- 投票日：2023年4月9日
- 当日有権者数：330,101人
- 投票率：47.53%

| 候補者名   | 当落 | 年齢 | 党派名       | 新旧別 | 得票数   | 備考 |
| ---------- | ---- | ---- | ------------ | ------ | -------- | ---- |
| 木下昌久   | 当   | 53   | 大阪維新の会 | 新     | 42,725票 |      |
| 植田正裕   | 当   | 60   | 大阪維新の会 | 現     | 40,362票 |      |
| 中井源樹   | 当   | 49   | 自由民主党   | 現     | 25,602票 |      |
| 八重樫善幸 | 当   | 59   | 公明党       | 現     | 24,743票 |      |
| 松下三吾   | 落   | 68   | 日本共産党   | 新     | 19,509票 |      |

### 衆議院
- 選挙区：大阪8区（豊中市）
- 任期：2021年（令和3年）10月31日 - 2025年（令和7年）10月30日
- 当日有権者数：336,769人
- 投票率：59.24%

| 当落 | 候補者名   | 年齢 | 所属党派     | 新旧別 | 得票数    | 重複 |
| ---- | ---------- | ---- | ------------ | ------ | --------- | ---- |
| 当   | 漆間譲司   | 48   | 日本維新の会 | 新     | 105,073票 | ○    |
|      | 高麗啓一郎 | 41   | 自由民主党   | 新     | 53,877票  | ○    |
|      | 松井博史   | 53   | 立憲民主党   | 新     | 38,458票  | ○    |

## 産業
1950年代後半には市街地面積が2割、農地・山林が7割程度であった。千里ニュータウンの開発とともに急激に人口が増加、現在では市街地が7割以上、農地・山林は5%以下と大幅に低下。急激な人口の増加にともない、産業は商業、サービス業を中心に発展してきた。現在ではバブル期以降の地価の下落とともにマンションの建設が増加するも、人口も就業者数も安定からやや減少の傾向を示す（特に1995年の阪神・淡路大震災により南部地区を中心に被災したことから人口が減少に転じた）。
チェーンストアの第1号店として、ライフ豊中店が1961年に本町五丁目で、ローソン桜塚店が1975年に南桜塚四丁目で開業している。また、1955年に市内で設立され1961年に庄内駅前でスーパーを開店したシロは、三重県の岡田屋、兵庫県のフタギと3社の合同で1969年にジャスコを設立し、現在のイオンの源流となった企業の1社であるシロの1号店であった庄内店は1971年に閉店したが、 イオンタウン豊中緑丘がオープン更に、 2022年12月には阪急バス豊中営業所跡地にイオンタウン豊中庄内がオープンし、源流となった企業の1社が創業した地へ51年ぶりの再進出を果たす形となった。
阪神間の工業地帯に隣接し、交通などの立地条件も良好であり、南部には製造業も集積。近年は、大阪大学や彩都（国際文化公園都市）に近いこともあり、情報やライフサイエンス関係の産業も若干みられる。

## 経済
経済的には古くより阪急電鉄との関わりが深い。そのため、阪急阪神東宝グループの中核企業の多くが豊中に本社を置いている。

### 豊中市に本社を置く企業
- パナソニック ホームズ（パナソニックグループ）
- 阪急タクシー（阪急阪神東宝グループ）
- 阪急バス（阪急阪神東宝グループ、登記上本店は池田市）
- 阪急観光バス（阪急阪神東宝グループ、旧・大阪空港交通）
- 北大阪急行電鉄（阪急阪神東宝グループ）
- 阪急オアシス(阪急阪神東宝グループ）
- 阪急フーズ（阪急阪神東宝グループ）
- 井関食品
- ネクステージ
- タイガースポリマー
- 湯山製作所
- ディンプス
- マリンフード（乳製品等の食品メーカー）
- 中山石渠（石材・墓地のメーカー）
- JALスカイ大阪
- ANA大阪空港
- 天藤製薬
- 三栄源エフ・エフ・アイ
- 信和不動産
- 豊南市場
- シーアールエス（CRS）
- 総医研ホールディングス
- 松尾電機
- 朝日エアポートサービス
- 中山石渠
- イーディーピー
- 神戸屋

### 豊中市に支社、工場を置く企業
- 大正製薬 関西支社
- 塩野義製薬 医薬研究センター
- 大日本除虫菊 大阪工場・中央研究所
- 敷島製パン 大阪豊中工場
- パナソニック スマートファクトリーソリューションズ 豊中事業所
- サタケ 大阪事業所
- 損保ジャパン 千里支社
- 福山通運 豊中支店
- ニトリホールディングス 大阪本部

### 放送
- J:COM 豊中・池田
- 千里ニュータウンFM放送(本社。送信所は吹田市）

### 商業
豊中市内の商業地の地価（ベスト5）-都市計画法に基づく商業地の指定場所のみ。
- 新千里東町（千里中央駅の北）1,260,000円
- 本町（豊中駅の東）620,000円
- 庄内西町（庄内駅の西）408,000円
- 寺内（緑地公園駅の西）407,000円
- 庄内東町（庄内駅の東）363,000円

庄内東町以外はいずれも2019年度の公示地価から、1平方メートルあたりの価格。庄内東町のみ2018年度の公示地価。

### 金融機関

#### 本町地区（阪急豊中駅周辺）
- 三井住友信託銀行 豊中支店
- 池田泉州銀行 豊中支店
- 京都銀行 豊中支店
- 三井住友銀行 豊中支店
- 三菱UFJ銀行 豊中支店
- 北おおさか信用金庫 本町支店
- 関西みらい銀行 豊中支店・豊中駅前支店・豊中住宅ローンセンター
- 大阪協栄信用組合 豊中支店
- りそな銀行 豊中支店
- 京都信用金庫 豊中支店

#### 千里中央地区（北大阪急行千里中央駅周辺）
- 三井住友信託銀行 千里中央支店
- 池田泉州銀行 千里中央支店
- 三井住友銀行 千里中央支店
- みずほ銀行 千里中央支店
- 三菱UFJ銀行 千里中央支店・千里中央駅前支店・箕面支店（3店舗はいずれも同一店舗内で営業）
- 関西みらい銀行 千里中央支店・北摂住宅ローンセンター
- 北おおさか信用金庫 千里中央支店・新千里南支店
- 新生銀行 千里中央フィナンシャルセンター
- りそな銀行 千里中央支店
- 京都銀行 千里中央支店

### 日本郵政グループ
- 日本郵便
2018年現在、豊中市内には豊中郵便局、豊中南郵便局をはじめ合わせて45箇所の郵便局があり、大阪大学、大阪国際空港の各施設内にも郵便局が設置されている。
- ゆうちょ銀行
  - 豊中店（大阪支店豊中出張所：岡上の町、豊中郵便局と併設）（ATMはホリデーサービス実施）

2018年現在、豊中市内には上記をはじめ各郵便局など合わせて50箇所にATMが設置されており、そのうち15箇所（上記を含む）でホリデーサービスが実施されている。

※豊中市内の郵便番号は、北部地域が「560-00xx」（豊中郵便局の管轄）、中・南部地域が「561-08xx」（豊中南郵便局の管轄）となっている。

## 姉妹都市・提携都市

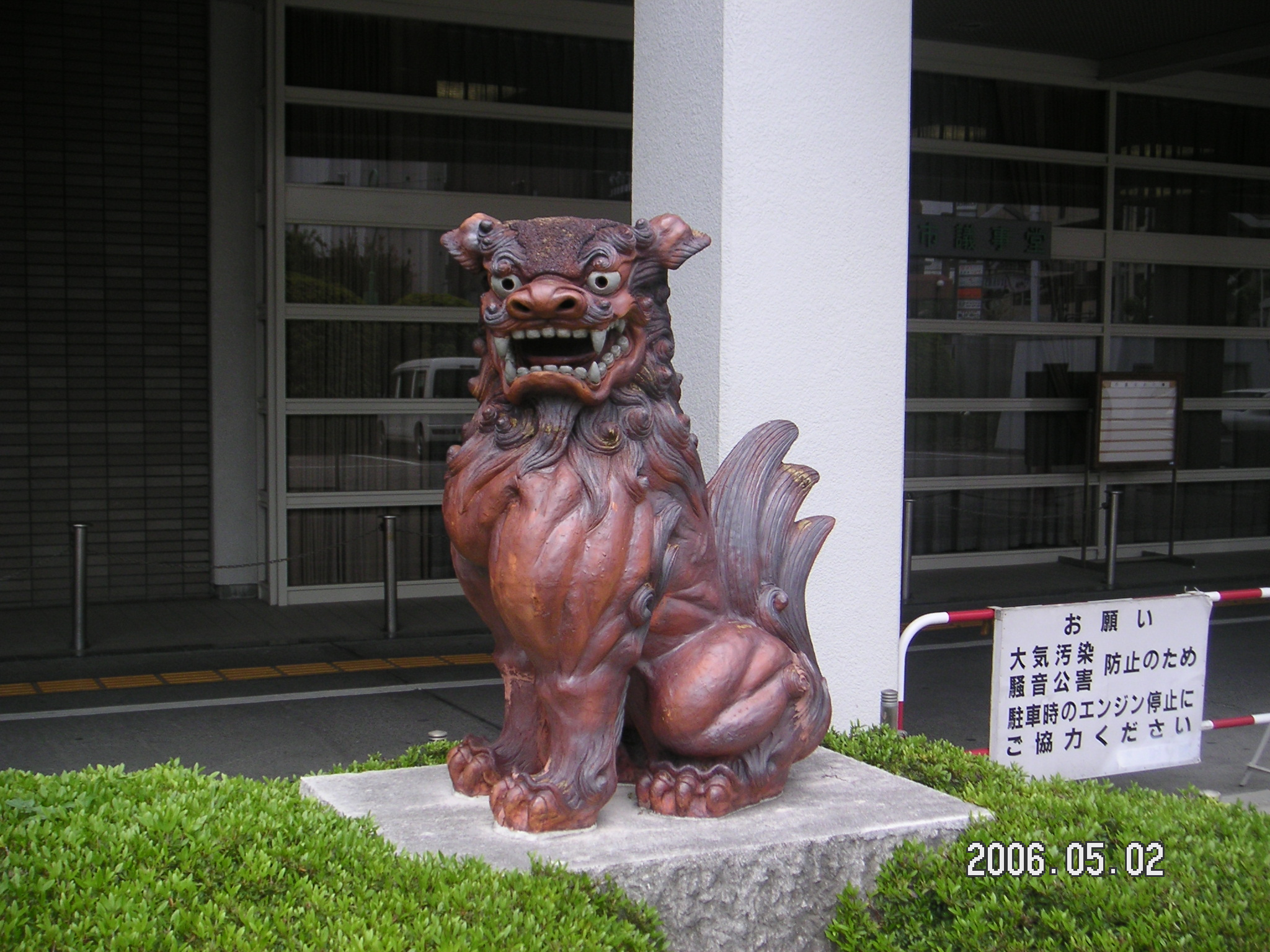
豊中市役所前シーサー像 右

### 日本国内
- 沖縄市（沖縄県）- 1974年11月3日兄弟都市提携[23]

### 日本国外
- サンマテオ市（アメリカ合衆国カリフォルニア州） - 1963年10月8日姉妹都市提携[24]

### 空港で結ぶ友好都市提携都市
- 福島県須賀川市(福島空港)
- 福島県玉川村(福島空港)
- 島根県隠岐の島町(隠岐空港)
- 島根県出雲市(出雲空港)
- 島根県益田市(石見空港)
- 大分県国東市(大分空港)
- 鹿児島県奄美市(奄美空港)
- 鹿児島県和泊町(沖永良部空港)

### NATS（ナッツ）
隣接する4つの中核市が連携し府県の枠組みを超えた連携を目指している。
- 西宮市（兵庫県）（Nishinomiya）
- 尼崎市（兵庫県）（Amagasaki）
- 豊中市（大阪府）（Toyonaka）
- 吹田市（大阪府）（Suita）

## 国際機関

### 領事館
- 在大阪ロシア連邦総領事館[30]

かつては中国大阪総領事館も存在していたが、1985年（昭和60年）に大阪市へ移転している。

## 地域

### 人口
平成27年国勢調査より前回調査からの人口増減をみると、1.58%増の395,479人であり、増減率は府下43市町村中6位、72行政区域中17位。
また人口密度は1平方キロメートル当たり約10,867人で世帯数は約170,325世帯。
| |                                        |  |
| 豊中市と全国の年齢別人口分布（2005年） | 豊中市の年齢・男女別人口分布（2005年） |  |
| ■紫色 ― 豊中市 ■緑色 ― 日本全国 | ■青色 ― 男性 ■赤色 ― 女性              |  |
| 豊中市（に相当する地域）の人口の推移 \| 1970年（昭和45年） \| 368,498人 \| \| \| 1975年（昭和50年） \| 398,384人 \| \| \| 1980年（昭和55年） \| 403,174人 \| \| \| 1985年（昭和60年） \| 413,213人 \| \| \| 1990年（平成2年） \| 409,837人 \| \| \| 1995年（平成7年） \| 398,908人 \| \| \| 2000年（平成12年） \| 391,726人 \| \| \| 2005年（平成17年） \| 386,623人 \| \| \| 2010年（平成22年） \| 389,341人 \| \| \| 2015年（平成27年） \| 395,479人 \| \| \| 2020年（令和2年） \| 401,558人 \| \| |                                        |  |
| 総務省統計局 国勢調査より |                                        |  |
| 1970年（昭和45年） | 368,498人                              |  |
| 1975年（昭和50年） | 398,384人                              |  |
| 1980年（昭和55年） | 403,174人                              |  |
| 1985年（昭和60年） | 413,213人                              |  |
| 1990年（平成2年） | 409,837人                              |  |
| 1995年（平成7年） | 398,908人                              |  |
| 2000年（平成12年） | 391,726人                              |  |
| 2005年（平成17年） | 386,623人                              |  |
| 2010年（平成22年） | 389,341人                              |  |
| 2015年（平成27年） | 395,479人                              |  |
| 2020年（令和2年） | 401,558人                              |  |

### 住宅団地
千里ニュータウンに所在する住宅団地
- 都市再生機構新千里北町団地
- 都市再生機構新千里西町団地
- 都市再生機構新千里東町団地

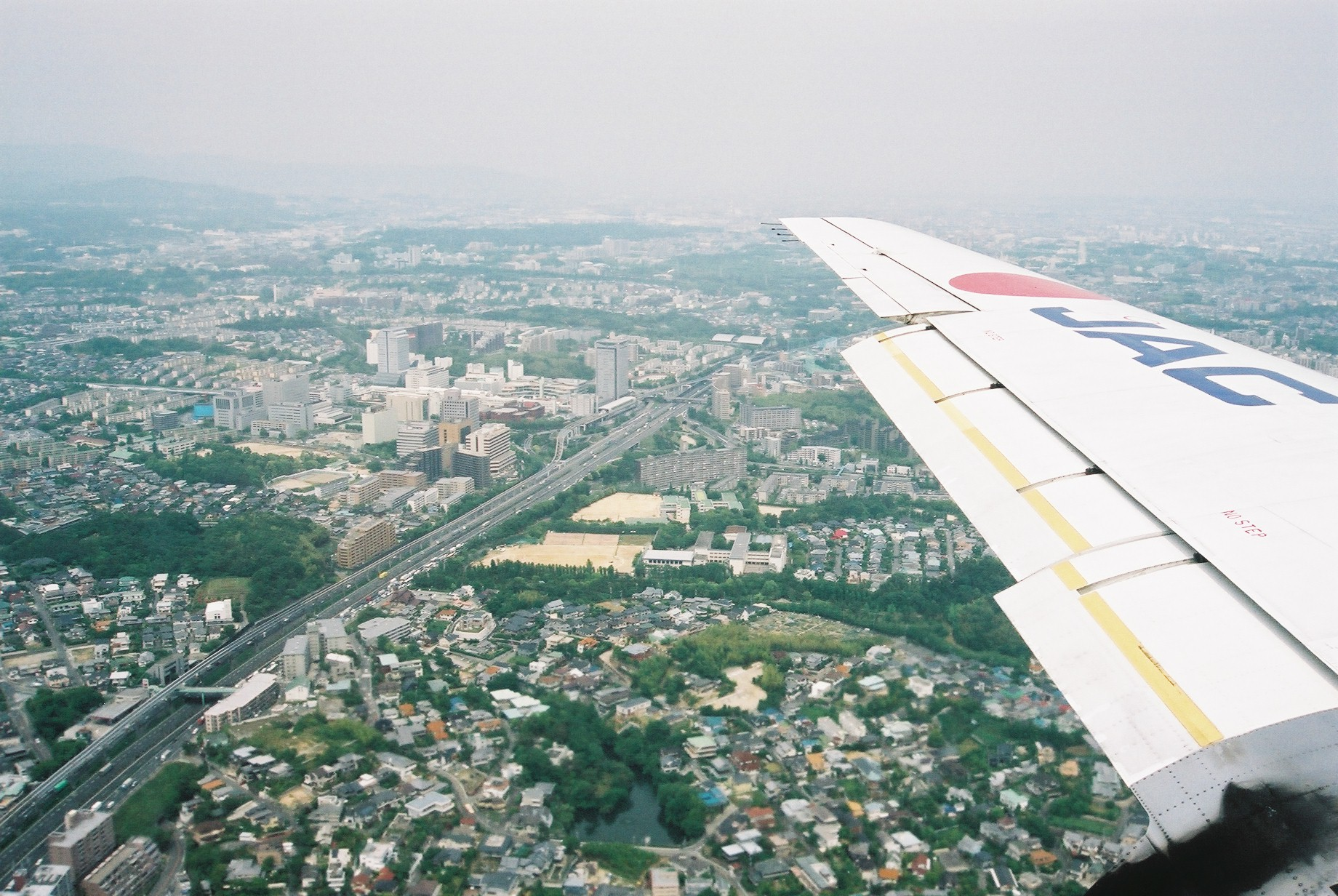
上空から俯瞰した千里ニュータウンの団地群。

- 都市再生機構千里グリーンヒルズ東町（都市再生機構新千里東町団地の高層棟を建て替えた住宅団地）
- 大阪府住宅供給公社千里桃山台団地
- 大阪府住宅供給公社新千里北町団地
- 大阪府住宅供給公社OPH新千里東町（大阪府住宅供給公社新千里東町団地を建て替えた住宅団地）
- 大阪府住宅供給公社OPH新千里西町緑地（大阪府住宅供給公社新千里西町団地を建て替えた住宅団地）
- 大阪府住宅供給公社OPH新千里南町（大阪府住宅供給公社新千里南町団地を建て替えた住宅団地）
- 府営新千里北町住宅
- 府営新千里南住宅
- 府営新千里東町住宅

千里ニュータウン以外に所在する住宅団地
- 都市再生機構東豊中第2団地
- 都市再生機構北緑丘団地
- 都市再生機構アルビス旭ヶ丘（旭ヶ丘団地を建て替えた住宅団地）
- 都市再生機構シティコート服部（服部団地を建て替えた住宅団地）
- 都市再生機構シティコート曽根東町（曽根団地を建て替えた住宅団地）
- 都市再生機構シティコート千里園（千里園団地を建て替えた住宅団地）
- 都市再生機構シャレール東豊中（東豊中第1団地を建て替えた住宅団地）
- 大阪府住宅供給公社豊中島江団地（グリーンタウン島江）
- 大阪府住宅供給公社OPH服部緑地
- 府営庄内住宅
- 府営西緑丘住宅
- 府営豊中島江住宅（グリーンタウン島江）

かつて存在した住宅団地
- 住宅・都市整備公団旭ヶ丘団地（建て替えられ「アルビス旭ヶ丘」となった）
- 都市基盤整備公団曽根団地（建て替えられ「シティコート曽根東町」となった）
- 都市基盤整備公団服部団地（建て替えられ「シティコート服部」となった）
- 都市再生機構東豊中第1団地（建て替えられ「シャレール東豊中」となった）
- 都市再生機構千里園団地（建て替えられ「シティコート千里園」となった）
- 大阪府住宅供給公社新千里東町団地（建て替えられ「OPH新千里東町」となった）
- 大阪府住宅供給公社新千里西町団地（建て替えられ「OPH新千里西町緑地」となった）
- 大阪府住宅供給公社新千里南町団地（建て替えられ「OPH新千里南町」となった）
- 久保団地（日本住宅公団分譲の団地だったが、建て替えられマンションになった。なお建て替え前には日本住宅公団大阪支所限定のダブルスターハウスが存在した。）

## 教育

### 小学校

#### 公立[33]
| - 豊中市立千成小学校※ - 豊中市立庄内南小学校※ - 豊中市立庄内西小学校※ - 豊中市立豊南小学校 - 豊中市立高川小学校 - 豊中市立小曽根小学校 - 豊中市立北条小学校 - 豊中市立寺内小学校 - 豊中市立緑地小学校 - 豊中市立豊島小学校 - 豊中市立豊島西小学校 - 豊中市立豊島北小学校 - 豊中市立中豊島小学校 | - 豊中市立原田小学校 - 豊中市立克明小学校 - 豊中市立箕輪小学校 - 豊中市立螢池小学校 - 豊中市立南桜塚小学校 - 豊中市立桜塚小学校 - 豊中市立泉丘小学校 - 豊中市立東泉丘小学校 - 豊中市立大池小学校 - 豊中市立刀根山小学校 - 豊中市立上野小学校 - 豊中市立熊野田小学校 - 豊中市立東豊台小学校 | - 豊中市立東豊中小学校 - 豊中市立南丘小学校 - 豊中市立新田小学校 - 豊中市立新田南小学校 - 豊中市立東丘小学校 - 豊中市立北丘小学校 - 豊中市立西丘小学校 - 豊中市立北緑丘小学校 - 豊中市立桜井谷小学校 - 豊中市立桜井谷東小学校 - 豊中市立少路小学校 - 豊中市立野畑小学校 |

※2026年3月に閉校し新たに豊中市立庄内よつば学園が開校予定

#### 私立
- 箕面自由学園小学校

### 中学校

#### 公立[34]
| - 豊中市立第一中学校 - 豊中市立第二中学校 - 豊中市立第三中学校 - 豊中市立第四中学校 - 豊中市立第五中学校 - 豊中市立第七中学校※ - 豊中市立第八中学校 - 豊中市立第九中学校 | - 豊中市立第十一中学校 - 豊中市立第十二中学校 - 豊中市立第十三中学校 - 豊中市立第十四中学校 - 豊中市立第十五中学校 - 豊中市立第十六中学校 - 豊中市立第十七中学校 - 豊中市立第十八中学校 |

※2026年3月に閉校し新たに豊中市立庄内よつば学園が開校予定

#### 公立義務教育学校
- 豊中市立庄内さくら学園
- 豊中市立庄内よつば学園（2026年度開校予定）

#### 私立
- 履正社中学校
- 梅花中学校
- 箕面自由学園中学校

### 高等学校

#### 公立
- 大阪府立桜塚高等学校
- 大阪府立千里青雲高等学校
- 大阪府立豊島高等学校（敷地の一部が箕面市と跨がる）

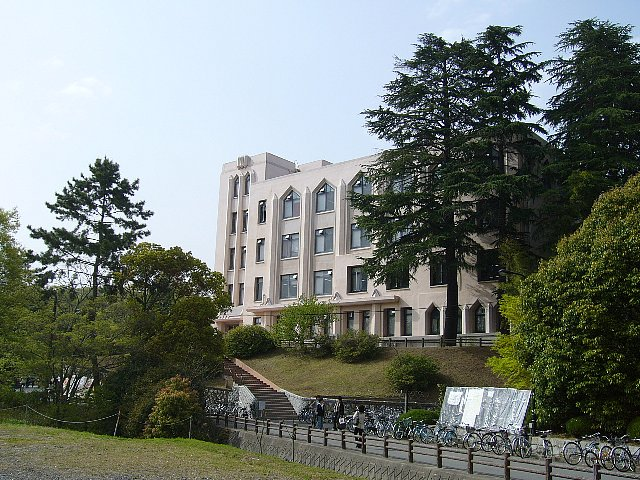
大阪大学豊中キャンパス イ号館

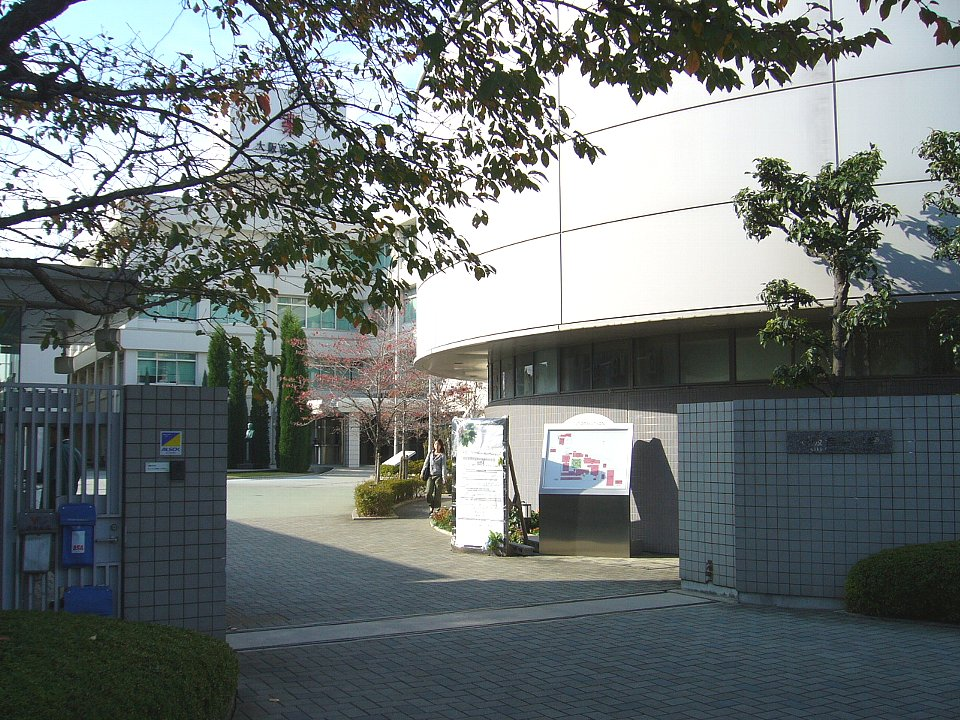
大阪音楽大学

- 大阪府立刀根山高等学校
- 大阪府立豊中高等学校

#### 私立
- 大商学園高等学校
- 履正社高等学校
- 梅花高等学校
- 箕面自由学園高等学校

#### 特別支援学校
- 大阪府立刀根山支援学校
- 大阪府立豊中支援学校

### 大学、短期大学等

#### 大学
- 大阪大学(豊中キャンパス)
- 大阪音楽大学(第一キャンパス・第二キャンパス)

#### 短期大学
- 大阪音楽大学短期大学部

#### 専修学校・各種学校
- 大阪医療看護専門学校
- 中央工学校OSAKA
- 駿台観光&外語ビジネス専門学校
- 北斗会看護専門学校
- 豊中看護専門学校 - 平成27年度生をもって学生募集を停止し、平成30年3月31日で閉校 [35]

## 公共施設・体育施設

### 公共施設
- 豊中市立文化芸術センター
- 豊中市立図書館
- 庄内コラボセンター「ショコラ」[36]

### 体育施設
- 豊中ローズ球場
  - 市内の豊中グラウンドが高校野球発祥の地であることから、高校野球の地区予選の一部がこの豊中ローズ球場でも実施されている。

## 交通

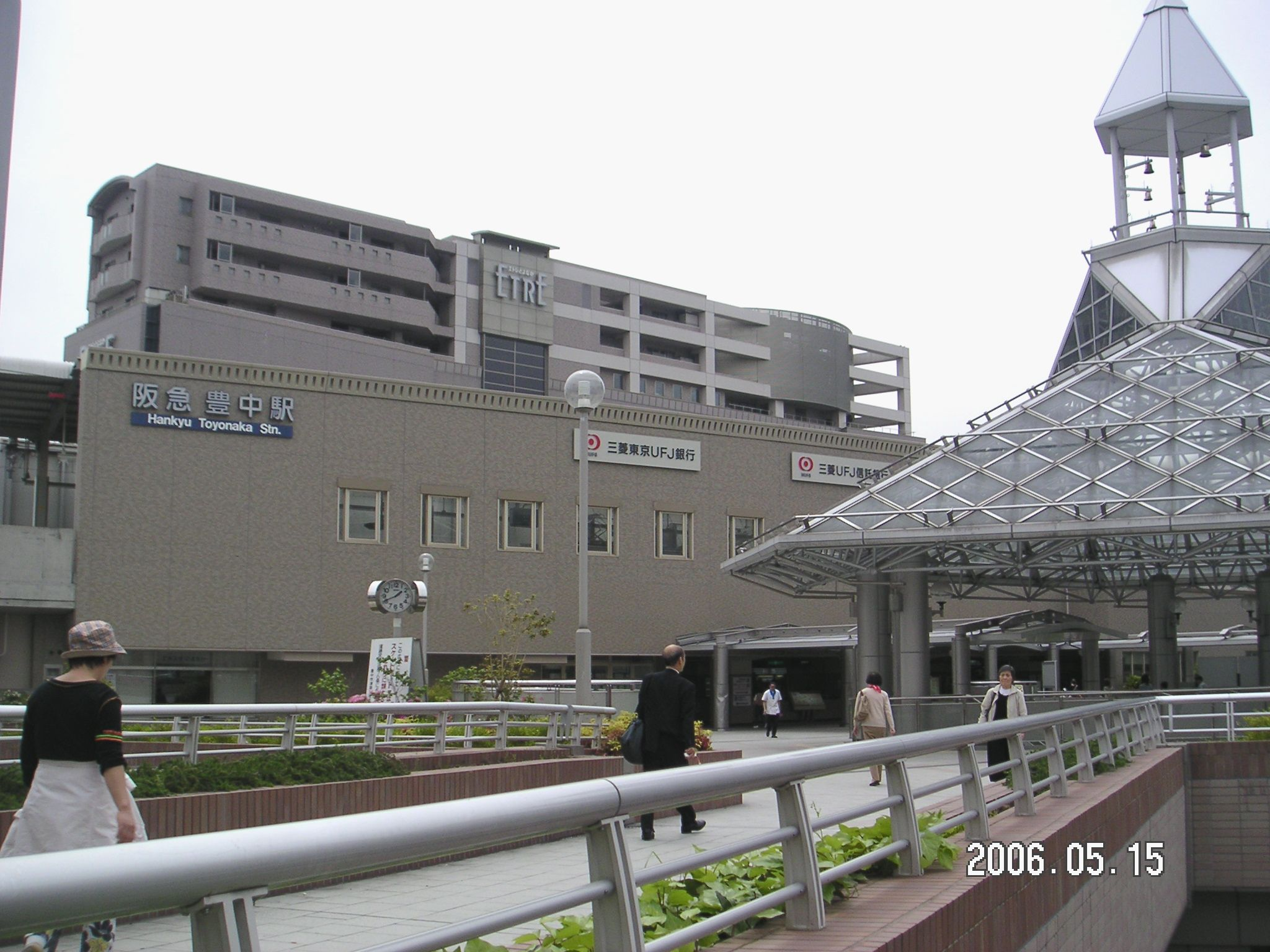
阪急宝塚本線豊中駅

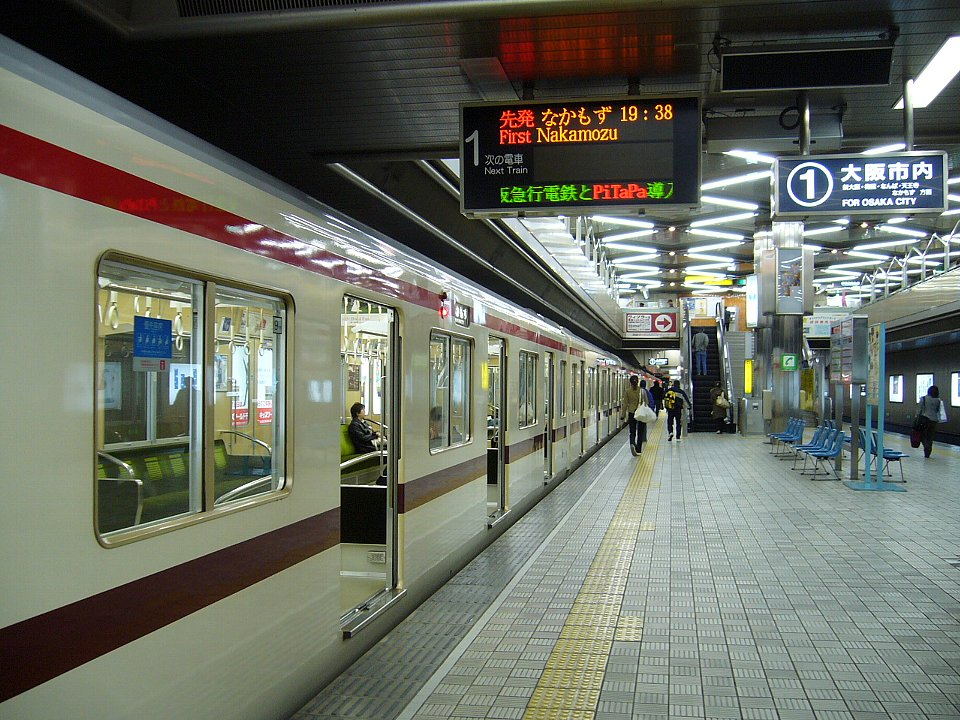
北大阪急行千里中央駅

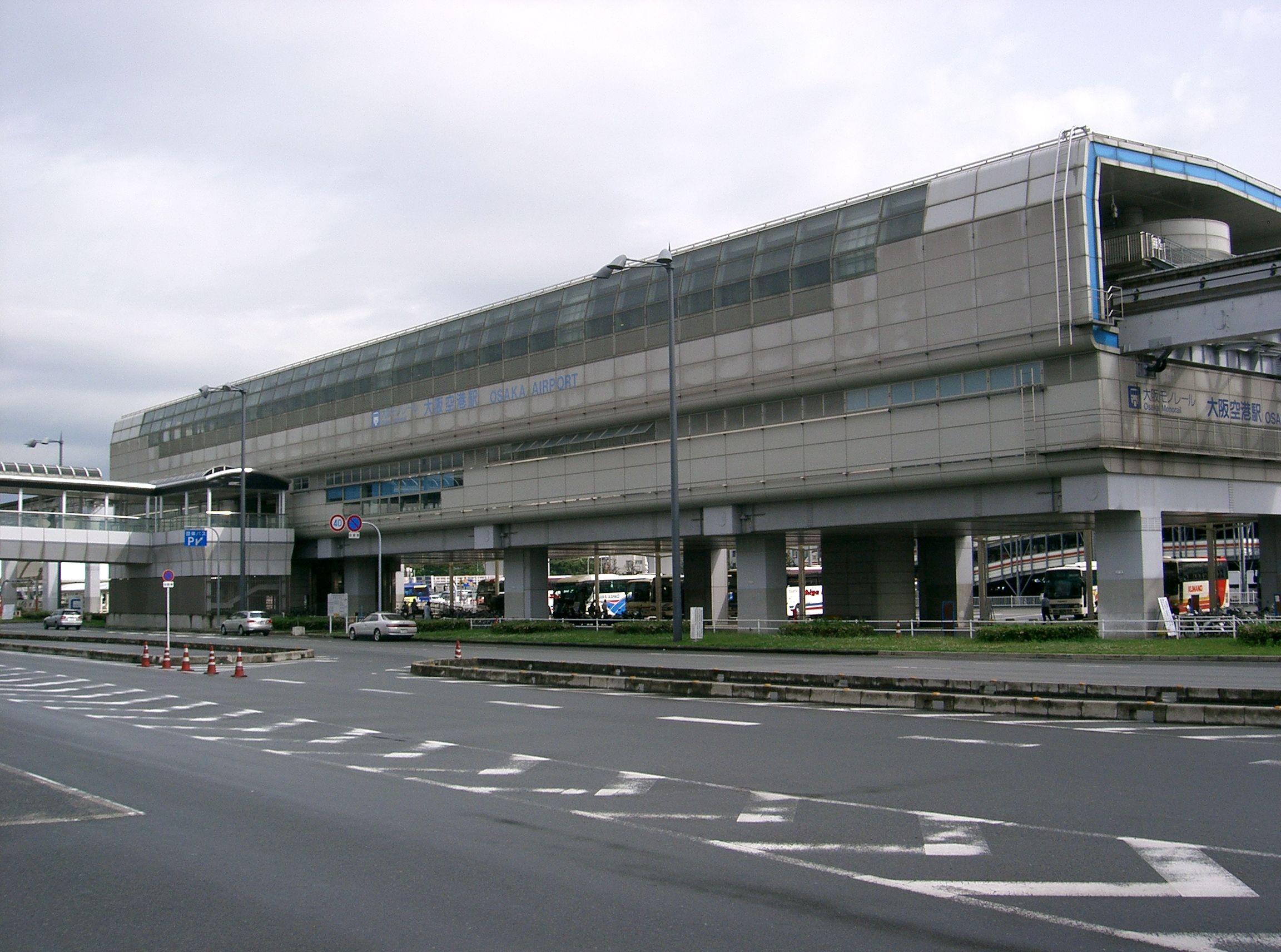
大阪モノレール大阪空港駅

### 鉄道路線
市西部を南北に結ぶ阪急宝塚本線、東部（吹田市との境界付近）を南北に結ぶ北大阪急行電鉄があり、拠点間を阪急バスが結ぶネットワークが形成されている。市北部を大阪モノレールが東西方向に結んでおり、大阪国際空港や千里中央にも至っている。広域的には東海道・山陽新幹線の新大阪駅（大阪市淀川区）からも近く、交通至便の地である。
なお、豊中市域にはJRの鉄道路線や駅が存在せず、全国の中核市の中では豊田市、那覇市とともにJRの鉄道路線・駅が無い。
- 中心となる駅：豊中駅（阪急電鉄）、千里中央駅（北大阪急行電鉄・大阪モノレール）
- 市役所の最寄り駅：岡町駅（阪急電鉄）
- 阪急電鉄
  - 宝塚線 庄内駅 - 服部天神駅 - 曽根駅 - 岡町駅 - 豊中駅 - 蛍池駅
    - このほか、神戸線が神崎川駅 - 園田駅間で、箕面線が石橋阪大前駅 - 桜井駅間でそれぞれ市域を通過しているが、駅はない。

- 北大阪急行電鉄
  -  M 南北線 緑地公園駅 - （吹田市区間） - 千里中央駅

- 大阪モノレール
  - 本線 大阪空港駅 - 蛍池駅 - 柴原阪大前駅 - 少路駅 - 千里中央駅

### バス
- 阪急バス（本社所在地）
  - 吹田営業所（所在地は吹田市）
  - 千里営業所（所在地は吹田市）
  - 伊丹営業所（所在地は伊丹市）
  - メインは上述3営業所による運行系統になるが、他にも一部地域には石橋営業所（池田市）、茨木営業所（茨木市）、豊能営業所（豊能町）の車両も乗り入れる。

なお、阪急バス最大のバス停が千里中央である。
- 伊丹市バス
  - 25系統（大阪国際空港 - 宮川原橋 - 神津 - 阪急伊丹・JR伊丹 間）
    - 大阪国際空港 - 宮川原橋 間が豊中市域になる。

  - 23系統（クリーンランド前 - 神津 - JR伊丹・阪急伊丹 間）
    - 豊中市域はクリーンランド前のみ。

なお豊中市には市営バスおよび他の民間バス事業者はないが、過去には大阪市営バスがあべの橋までの長距離路線を運行していた。

### 道路
大阪モノレールに沿う大阪府道2号大阪中央環状線および中国自動車道、阪急宝塚線に沿う国道176号、その西を並走する大阪府道10号大阪池田線および阪神高速11号池田線、北大阪急行電鉄に沿う国道423号（新御堂筋）、南部を東西に貫く国道479号および名神高速道路が幹線道路網を形成する。一方で大阪府道145号をはじめ市南部を東西に結ぶ支線道路には、未だ2車線以下で歩道も無いものが多く、いつも車であふれ返っているため、工事が進められている。

#### 高速道路
- E2A中国自動車道
  - 中国豊中インターチェンジ
- E1名神高速道路
  - 豊中インターチェンジ
- 阪神高速11号池田線

#### 一般国道
- 国道171号（旧道待兼山町でわずかに市域をかすめるのみ）
- 国道176号
  - （以上、国土交通省大阪国道事務所高槻維持出張所管理）
- 国道423号（新御堂筋）
- 国道479号（大阪内環状線）
  - （以上、大阪府池田土木事務所管理）

#### 主要地方道
- 大阪府道2号大阪中央環状線
- 大阪府道10号大阪池田線
- 大阪府道11号大阪国際空港線
- 大阪府道43号豊中亀岡線
- 大阪府道99号伊丹豊中線

#### 一般府道
- 大阪府道121号吹田箕面線
- 大阪府道131号岡町停車場線
- 大阪府道134号熊野大阪線
- 大阪府道137号曽根停車場線
- 大阪府道145号豊中吹田線
- 大阪府道152号庄本牛立線
- 大阪府道606号西宮豊中線
  - 他に、大阪府道135号豊中摂津線があるが、この府道は吹田市内で完結。起点が豊中市との境界近接、終点が摂津市との境界至近。

### 空港
- 大阪国際空港
  - 関西国際空港の開港後、一時、発着回数と利用者数が減ったが、大阪都心から10km圏内の地の利の良さが見直され、関西国際空港から国内線の主要路線を中心にいくつかの便が移転。再び、国内線の基幹空港となっている。戦後GHQ接収時に「イタミエアベース」と呼ばれたことから、伊丹空港とも呼ばれているが、旅客ターミナルの大半と貨物取扱地区は豊中市にある（豊中市蛍池西町）ほか、池田市にもまたがっている。豊中市は大阪国際空港の地元自治体の連合である大阪国際空港周辺都市対策協議会（10市協）に加盟している。

## 名所・旧跡・観光スポット・祭事・催事
- 原田神社
- 旧新田小学校校舎
- 服部天神宮（豊中えびす）
- 椋橋総社
- 豊中稲荷神社
- 春日大社南郷目代今西氏屋敷
- 瑞輪寺 (豊中市)
- 東光院 萩の寺 - 新西国三十三箇所観音霊場第12番
- 忍法寺 (豊中市)
- 徳用寺 (豊中市)
- 原田城：市の史跡
- 島熊山窯跡：市の史跡
- 桜塚古墳群
- 大阪府営服部緑地
  - 日本民家集落博物館
  - 服部緑地野外音楽堂
  - 服部緑地都市緑化植物園
  - 服部緑地乗馬センター
  - 大阪府服部緑地ユースホステル（閉館）
- 島熊山 - 万葉集にも歌われた里山
- 待兼山 - 枕草子などに歌われた山。マチカネワニの化石が出土[37]。
- 待兼山古墳、石塚古墳、稲荷山古墳、高塚古墳、桜塚古墳群
- 穂積遺跡
- 穂積村囲堤
- 大阪大学総合学術博物館（大阪大学豊中キャンパス内。元・待兼山修学館（旧・大阪大学医療技術短期大学部本館））
- 高校野球発祥の地記念公園（豊中グラウンド跡地）
  - 全国中等学校優勝野球大会（現・全国高等学校野球選手権大会）の第1回と第2回は、現在の豊中市玉井町3丁目付近にあった豊中グラウンドで開催された[38]。グラウンドは現存せず、モニュメントが設置されている。高校ラグビー・高校サッカー・高校アメリカンフットボール発祥の地としても知られる[39]。
- とよなか百景
- 大阪国際空港 - 近年は単なる交通拠点としての枠を越えて、レジャー施設的な要素も取り入れた空港づくりがなされている[40]。
  - スカイランドHARADA - 運動場などを備えた多目的施設だが、大阪国際空港を発着する航空機の様子を見学できるスポットでもある。
- 千里セルシー（2019年5月31日閉館）
- 豊南市場

- 服部緑地
- 大阪大学総合学術博物館
- 豊中えびす祭
- 千里セルシー
- 豊南市場
- 原田城の復元虎口
- 高校野球メモリアルパーク

## 著名な出身者

### あ行
- 相沢梨紗（アイドル歌手、でんぱ組.inc）
- 愛音羽麗（元宝塚歌劇団花組男役）
- OUTER-TRIBE（ロックバンド）
- いがわゆり蚊（お笑い芸人）
- 猪狩秀平（ミュージシャン）
- 井上次郎（実業家、イオングループの源流企業の1社・シロの創業者）
- 岩崎なおあき（タレント）
- 遠藤章造（お笑い芸人、ココリコ）
- 大黒将志（サッカー選手、栃木SC）
- 大津功（On・ショッピング倶楽部代表取締役、ラジオパーソナリティー）
- 大塚高司（政治家）
- 大西結花（女優・元アイドル歌手）
- 大橋聡子 (福島中央テレビアナウンサー）
- 岡部えつ（作家）
- 岡本聖子（元テニス選手）
- 岡本忠成（アニメーション作家、みんなのうた「メトロポリタン美術館」）
- 小川慶治朗（サッカー選手、横浜FC）
- 尾崎優日（プロボクサー）
- 押川敦治（ラグビー選手）

### か行
- 加古隆（作曲家・ピアニスト）
- 和涼華（元宝塚歌劇団星組男役）
- 加藤シゲアキ（アイドルグループ・NEWSのメンバー）、生まれは広島市
- 神尾真由子（ヴァイオリニスト）
- 河井リツ子（漫画家）
- 北原雅樹（俳優）
- 木南清香（女優）
- 木南晴夏（女優）
- 木下典明（アメリカンフットボール選手）
- 工藤“red”玲央（キックボクサー）
- 熊谷貞俊（工学者・衆議院議員）
- 源石和輝（東海ラジオアナウンサー）
- 神前暁（作曲家）
- 幸田聡子（ヴァイオリニスト）
- 幸田浩子（ソプラノ歌手）
- 許斐剛（漫画家）
- 小林大紀 (声優)
- 小林千絵（アイドル歌手）
- 紺野まひる（元宝塚歌劇団雪組トップ娘役）

### さ行
- 才木海翔（プロ野球選手、オリックス・バファローズ）
- 斉藤優（お笑い芸人、パラシュート部隊）
- 坂井有生 (福島テレビアナウンサー）
- 志戸哲也（AV男優）
- 清水章夫（元プロ野球選手、元オリックス・バファローズ）
- 珠久美穂子（ラジオDJ）
- 新宮晋（彫刻家（造形作家））
- 新谷かおる（漫画家）
- Suara (女性歌手)
- 吹田明日香（タレント、放送キャスター）
- 陶山章央（声優）
- 関純子（アナウンサー）
- 瀬水暁（声優・ナレーター）

### た行
- 竹内都子（お笑い芸人・女優、ピンクの電話）
- 立田恭三（読売テレビアナウンサー）
- 田中寅彦（将棋棋士、元棋聖）
- 田中直樹（お笑い芸人、ココリコ）
- 田中美音子（ハンドボール選手）
- 谷嵜なおき（プロレスラー）
- チューインガム
- 辻岡正人（映画監督・俳優）
- 堤抄子（漫画家）
- 手塚治虫（漫画家）
- 寺田椿（ファッションモデル）
- 寺田翠（バレエダンサー）
- 峠三吉（詩人）
- 唐山翔自（サッカー選手）

### な行
- 長江健次（タレント・スノーボードインストラクター）
- 中迫剛（キックボクサー、K-1ファイター）
- 永澤菜教（声優）
- 中田なおき（お笑い芸人）
- 中山卓也（コンピュータ技術者）
- 西代洋（お笑い芸人、ミサイルマン）
- 西野創人（お笑い芸人、コロコロチキチキペッパーズ）
- 西村由紀江 （作曲家・ピアニスト）

### は行
- 萩原京平（総合格闘家）
- 林和人（ワンタップバイ創業者・元社長CEO
- 林マオ（読売テレビアナウンサー）
- 原口弥生 (元女優)
- 張本優大（元プロ野球選手、福岡ソフトバンクホークス）
- ハローケイスケ（お笑い芸人）
- ぱんちゃん璃奈（キックボクサー）
- 番長みるく（フリーライター、ミュージカル俳優）
- HIDA（ラッパー）
- 火野正平（俳優）
- 日之内エミ（歌手）
- 平藤眞吾（将棋棋士）
- 藤井隆（お笑い芸人、吉本新喜劇）
- 藤岡好明（元プロ野球選手、横浜DeNAベイスターズ）
- 藤川香代子（1967年ミス・ユニバース日本代表）
- 藤原恭大（プロ野球選手、千葉ロッテマリーンズ）
- 古川圭子（アナウンサー）
- 古久保健二（元プロ野球選手、元近鉄バファローズ）
- 古沢初美（1985年ミス・ユニバース日本代表）
- 宝生舞（元女優）
- 星沢ありさ（宝塚歌劇団雪組娘役）
- 細見研介（ファミリーマート社長）

### ま行
- 前川歌音（歌手・女優）
- 前田尚紀（作曲家・ゲームクリエイター）
- 前田妃奈（ヴァイオリニスト）
- 松尾優（ミュージカル俳優）
- 松島みどり（衆議院議員、元法務大臣）
- 松本宗利音（指揮者）[41]
- 松本孝弘（ミュージシャン、B'z）
- 真矢ミキ（元宝塚歌劇団花組トップスター）
- 幹てつや（ピン芸人）
- 南山千恵美（タレント）
- 美羽愛（宝塚歌劇団花組娘役）
- 三部敏宏（本田技研工業社長）
- 宮本丈（プロ野球選手、東京ヤクルトスワローズ）
- 村井正親（農林水産官僚）[42]
- 村井嘉浩（宮城県知事）
- 宗像恒次（心理学者）
- 元木大介（元プロ野球選手、読売ジャイアンツ）
- 森大輔（シンガーソングライター）
- 森祇晶（元プロ野球選手、元プロ野球監督、野球解説者）
- 守本正宏（FRONTEO創業者・社長CEO）

### や行
- 矢井田瞳（シンガーソングライター）
- 矢野ぺぺ（お笑い芸人、パラシュート部隊）
- 山井大介（元プロ野球選手、中日ドラゴンズ）
- 山口遊子（1983年ミス・ユニバース日本代表）
- 山田参助（漫画家）手塚治虫文化賞・日本漫画家協会賞受賞
- 山田洋次（映画監督）
- 山本陽一（元俳優）
- 横山茂雄（英文学者、翻訳家、作家）
- 吉井由紀（ファッションモデル・女優）
- 米倉利紀（歌手・シンガーソングライター）
- 米崎薫臣（元プロ野球選手、近鉄バファローズ、阪神タイガース）

### わ行
- 若一光司（作家・画家）
- 渡辺政仁（元プロ野球選手）